# لورينت لافيت
لورينت لافيت (بالفرنسية: Laurent Lafitte)‏ (من مواليد 22 أغسطس 1973) ممثل فرنسي عرف عن دور أنتوني في أكاذيب بيضاء صغيرة (2010).ودور باتريك في فيلم هي. في مارس 2016، تم اختياره كمضيف لحفلي الافتتاح والختام في مهرجان كان السينمائي 2016. في عام 2023، قام ببطولة مسلسل قانون الفصل المصغر على نيتفليكس بصفته رجل الأعمال والسياسي الفرنسي برنارد تابي.

## روابط خارجية
- لورينت لافيت على موقع IMDb (الإنجليزية)
- لورينت لافيت على موقع قاعدة بيانات الأفلام العربية
- لورينت لافيت على موقع قاعدة بيانات الأفلام العربية
- لورينت لافيت على موقع ألو سيني (الفرنسية)
- لورينت لافيت على موقع ميوزك برينز (الإنجليزية)
- لورينت لافيت على موقع أول موفي (الإنجليزية)
- لورينت لافيت على موقع قاعدة بيانات الأفلام السويدية (السويدية)
- لورينت لافيت على موقع قاعدة بيانات الفيلم (الإنجليزية)
- لورينت لافيت على موقع كينوبويسك (الروسية)